# The Day's War
Albums de Lonely the Brave
Things Will Matter
(2016)
The Day's War est le premier album studio du groupe de rock britannique Lonely the Brave, sorti en septembre 2014 sur le label Hassle Records. 
L'album est réédité en 2015 avec des titres bonus sous le nom de The Day's War Victory Edition.

## Enregistrement
L'album est enregistré en 2013 dans le Studio 91 de Jordan Fish (membre de Bring Me the Horizon), avec Mark Williams en tant que producteur.
L'album est d’abord prévu pour juin 2014 mais sa sortie est repoussée, le groupe ayant annoncé la signature d'un contrat à l'international avec le label Columbia Records. Après trois mois de retard, The Day's War est publié en septembre 2014 et atteint le Top 20 britannique. Il est également bien accueilli par l'ensemble de la presse spécialisée.

## Liste des chansons
Toutes les chansons sont écrites et composées par Lonely The Brave.
| 1.    | Intro                 | 0:52 |
| 2.    | Trick Of The Light    | 3:39 |
| 3.    | Backroads             | 4:06 |
| 4.    | Islands               | 2:59 |
| 5.    | Dinosaurs             | 3:32 |
| 6.    | Deserter              | 3:18 |
| 7.    | Untitled              | 1:13 |
| 8.    | Kings Of The Mountain | 4:21 |
| 9.    | Victory Line          | 3:54 |
| 10.   | Black Saucers         | 3:36 |
| 11.   | The Blue, The Green   | 4:36 |
| 12.   | The Day's War         | 1:09 |
| 13.   | Call Of Horses        | 5:33 |
| 14.   | Outro                 | 0:40 |
| 43:28 |                       |      |

| The Day's War Victory Edition (CD 2) | The Day's War Victory Edition (CD 2)              | The Day's War Victory Edition (CD 2) | The Day's War Victory Edition (CD 2) | The Day's War Victory Edition (CD 2) | The Day's War Victory Edition (CD 2) | The Day's War Victory Edition (CD 2) | The Day's War Victory Edition (CD 2) | The Day's War Victory Edition (CD 2) | The Day's War Victory Edition (CD 2) |
| No                                   | Titre                                             | Durée                                |                                      |                                      |                                      |                                      |                                      |                                      |                                      |
| ------------------------------------ | ------------------------------------------------- | ------------------------------------ | ------------------------------------ | ------------------------------------ | ------------------------------------ | ------------------------------------ | ------------------------------------ | ------------------------------------ | ------------------------------------ |
| 1.                                   | Control                                           | 3:29                                 |                                      |                                      |                                      |                                      |                                      |                                      |                                      |
| 2.                                   | Oceana                                            | 2:09                                 |                                      |                                      |                                      |                                      |                                      |                                      |                                      |
| 3.                                   | River, River                                      | 3:32                                 |                                      |                                      |                                      |                                      |                                      |                                      |                                      |
| 4.                                   | Science                                           | 4:23                                 |                                      |                                      |                                      |                                      |                                      |                                      |                                      |
| 5.                                   | Backroads (Redux)                                 | 4:16                                 |                                      |                                      |                                      |                                      |                                      |                                      |                                      |
| 6.                                   | Black Saucers (Redux)                             | 4:32                                 |                                      |                                      |                                      |                                      |                                      |                                      |                                      |
| 7.                                   | Deserter (Redux)                                  | 4:28                                 |                                      |                                      |                                      |                                      |                                      |                                      |                                      |
| 8.                                   | Islands (Redux)                                   | 3:44                                 |                                      |                                      |                                      |                                      |                                      |                                      |                                      |
| 9.                                   | Trick of the Light (Live from Angel Studios)      | 3:38                                 |                                      |                                      |                                      |                                      |                                      |                                      |                                      |
| 10.                                  | Call of Horses (Live from Angel Studios)          | 5:29                                 |                                      |                                      |                                      |                                      |                                      |                                      |                                      |
| 11.                                  | Streets of Philadelphia (Live from Angel Studios) | 3:48                                 |                                      |                                      |                                      |                                      |                                      |                                      |                                      |
| 12.                                  | All Is Full of Love (Live from Angel Studios)     | 9:22                                 |                                      |                                      |                                      |                                      |                                      |                                      |                                      |
| 52:50                                |                                                   |                                      |                                      |                                      |                                      |                                      |                                      |                                      |                                      |

## Classements hebdomadaires
| Classement (2014)                 | Meilleure place |
| --------------------------------- | --------------- |
| Royaume-Uni (UK Albums Chart)     | 14              |
| Royaume-Uni (Rock & Metal Albums) | 1               |